# Medicaid

Logo CMS (Centers for Medicare and Medicaid Services) – federalnej instytucji zrządzającej Medicaid

Medicaid – państwowy program pomocy socjalnej w Stanach Zjednoczonych dla osób i rodzin, których dochody są niewystarczające, aby zapłacić za opiekę zdrowotną. Medicaid zapewnia darmowe ubezpieczenie zdrowotne 74 milionom osób. Program jest wspólnie finansowany przez rząd federalny stanów Zjednoczonych i poszczególne stany. Stany nie mają obowiązku uczestniczyć w programie. Odbiorcy Medicaid muszą być obywatelami USA lub osobami ze statusem stałych mieszkańców.
Opłata za usługi medyczne w ramach programu Medicaid jest wysyłana bezpośrednio do usługodawców (szpitali, przychodni, etc.). W niektórych stanach nie pokrywa się całości kosztów leczenia i potrzebna jest dodatkowa niewielka opłata z własnych środków.

## Warunki kwalifikujące
Nie przyjęte
     Przyjęte
     Wdrożone

Rozszerzenie ACA Medicaid wg stanów.
Nie przyjęte
Przyjęte
Wdrożone

Samo ubóstwo niekoniecznie kwalifikuje do otrzymania pomocy z Madicaid. Do programu kwalifikują się: kobiety w ciąży, osoby niepełnosprawne, dzieci, osoby dorosłe opiekujące się dziećmi, osoby starsze niż 65 lat. Poszczególne stany są zobowiązane do zakwalifikowania wymienionych osób, o ile ich dochody nie przekraczają federalnego progu ubóstwa. Stany posiadają możliwość objęcia programem osób o wyższych dochodach. Obamacare rozszerza federalne finansowanie Medicaid, jak i uprawnia do nabycia pomocy wszystkie osoby osiągające dochód poniżej 138% progu ubóstwa. Niemniej jednak Sąd Najwyższy Stanów Zjednoczonych orzekł, że poszczególne stany nie muszą godzić się na rozszerzenie programu i mogą nadal utrzymywać wcześniej ustalony poziom finansowania oraz standardy kwalifikacji osób.

## Porównanie z Medicare
Medicare jest federalnym programem ubezpieczeń społecznych działającym w każdym ze stanów na tych samych zasadach. Osoby nim objęte muszą opłacać składkę ubezpieczeniową albo wykazać się opłacaniem podatków federalnych przez określony czas. Do Medicare mogą zostać zakwalifikowane osoby powyżej 65 roku życia (bez względu na osiągany dochód) oraz osoby niepełnosprawne. Usługi medyczne są tylko w części opłacane przez Medicare, dodatkowe koszty (ang. deductibles) muszą być pokryte z własnej kieszeni. Niektóre osoby mogą zostać zakwalifikowane zarówno do Medicare i Medicaid, w 2013 roku było około 9 milionów takich osób.